# Svobodní voliči
Svobodní voliči (německy Freie Wähler) jsou politická strana v Německu. Jedná se o středovou stranu s důrazem na přímou demokracii a sdružující nezávislé kandidáty. Přestože jako celostátní strana byla formálně založena až v roce 2009, její kořeny jsou starší – například nejúspěšnější zemské sdružení v Bavorsku, které má od voleb v roce 2008 i zastoupení v zemském sněmu a po volbách v roce 2018 je ve vládě s CSU, formálně vzniklo jako zastřešující spolek kandidátů už v roce 1978. Strana má zastoupení rovněž v Evropském parlamentu, přičemž na úrovni Evropské unie je členem Evropské demokratické strany.